# Харківська конка
Харківська конка — система кінного громадського транспорту, яка діяла у Харкові з 24 вересня 1882 року по 23 березня 1919 року .

## Маршрути
В епоху розквіту конка включала такі лінії:
- 1 Вокзал — Кінна площа
- 1а Вокзал — Кінний базар
- 2 Основ'янський міст — Ветеринарний Інститут
- 3 Заїківка — Ветеринарний Інститут

## Історія

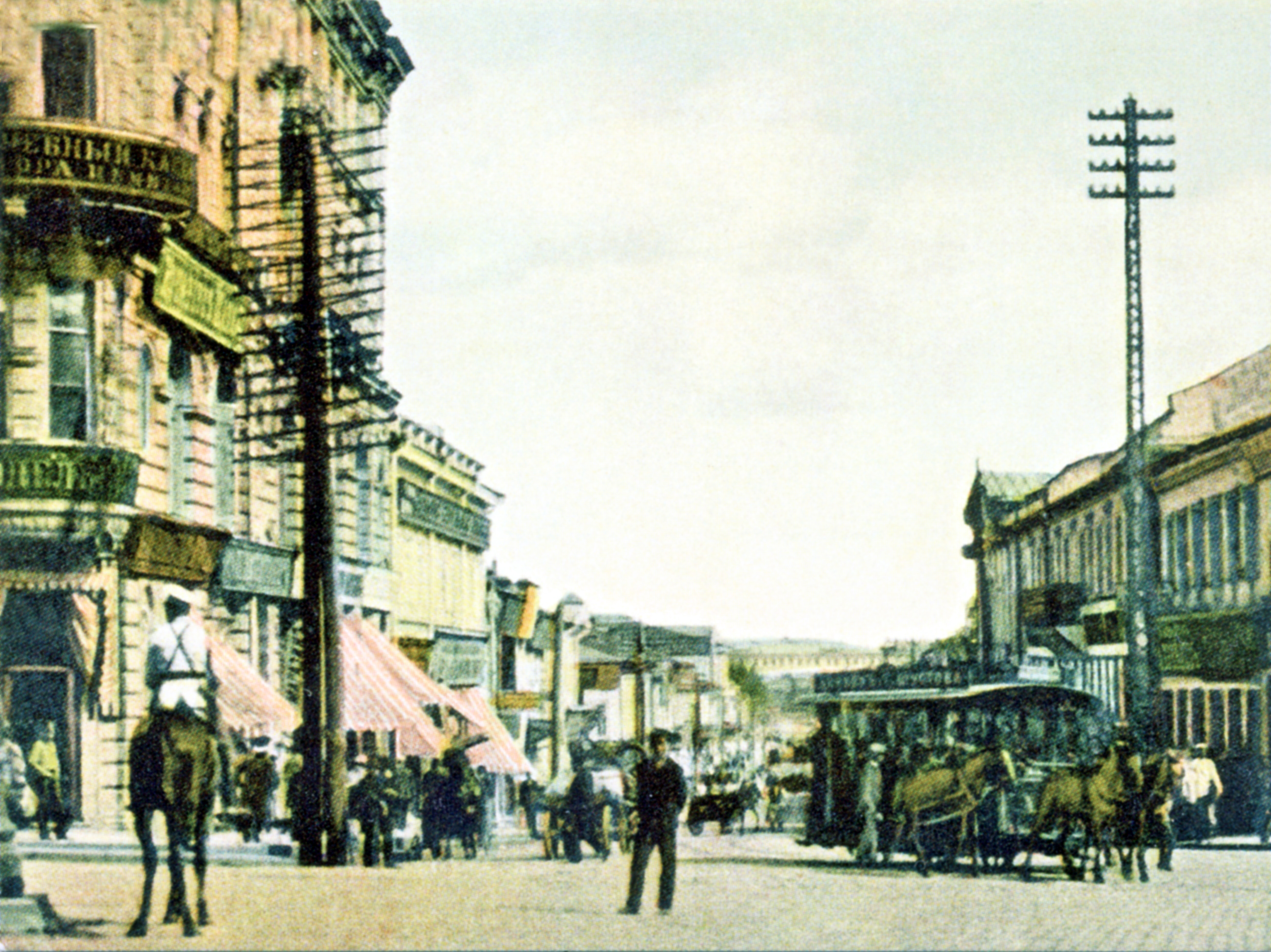
Конка повертає з Московської вулиці (нині проспект Героїв Харкова) на Миколаївську площу (нині площа Конституції)

З 1871 року, до Харківської міської думи звертались люди та компанії з проектами будівництва системи кінного трамваю у місті. 2 березня 1881 року Клеман Бонне звернувся до Харківської міської думи зі своїм обґрунтуванням побудови у Харкові конки, яке було прийнято. Бельгійське товариство отримало концесію на будівництво та експлуатацію конки у місті протягом 42 років.
Рух конки у Харкові було відкрито 24 вересня 1882 року (за новим стилем) за одноколійним маршрутом «вул. Олександрівська біля вокзалу Азовсько-Курської залізниці. (зараз — вул. Євгенія Котляра, вокзал Харків-Пасажирський) — Біржа на Миколаївській площі. (зараз — перетин площі Конституції та проспекту Героїв Харкова)» на вул. Катеринославській (зараз вулиця Полтавський Шлях) та мосту через річку Лопань.
22 січня 1883 року лінію продовжено від Миколаївської площі до Реального училища на Скобелівській площі (зараз — площа Героїв Небесної Сотні) на вул. Московській та вул. Старомосковській (зараз — 2 частини проспекту Героїв Харкова) та мосту через ріку Харків.
30 липня 1883 року лінію продовжено від Олександрівської вулиці безпосередньо до вокзалу (зараз Харків-Пасажирський), а 30 серпня 1883 року продовжено від Реального училища до Кінного ринку на Кінній вулиці (зараз — вулиця Б. Хмельницького), таким чином, до 1884 року перший маршрут конки мав такий вигляд: «Вокзал — Центр — Кінний ринок».
5 вересня 1884 року введено нову лінію конки від Реального училища до Кінної площі (зараз — площа Захисників України) по вулиці Старомосковській (зараз — проспект Героїв Харкова), пущено (умовний номер) маршрут № 1 «Вокзал — Кінна площа», напрямок до Кінного ринку став другорядним (маршрут № 1а). У 1885 році збудовано перше кінне депо біля Кінної площі.

2 червня 1885 року запроваджено нову лінію «Біржа — вулиця Ветеринарна (зараз вулиця Свободи)» по вулиці Сумській, пущено маршрут конки № 2 (умовна нумерація).
4 червня 1885 року введено нову лінію «Торгівельна площа.(зараз Павлівський майдан) — вул. Москалівська» по вулиці Торгівельній, вулиці Мар'їнській та вулиці Москалівській (до кута вулиці Заїковської, зараз — Гольдбергівська). Нова лінія з'єднана із Сумською лінією, маршрут № 2 став виглядати таким чином: «Москалівка — Центр — вулиця Ветеринарна».

### Маршрути на1 січня1886 року
- 1 Вокзал — Центр — Кінна площ.
- 1а Вокзал — Центр — Кінний ринок
- 2 Москалівка — Центр — вулиця Ветеринарна

У 1896 році введено нову лінію «Москалівка — Основ'янський міст (зараз — Основ'янська набережна)», продовжено маршрут № 2. З'явився маршрут № 3 «Заїківка (Харків) — Центр — вулиця Ветеринарна».
Подальший розвиток кінного трамваю був ускладнений через конфлікт Бельгійського товариства з міською владою Харкова, яка на початку XX століття вирішила будувати свій електричний трамвай.
16 вересня 1917 року Харківська міська дума розглянула питання про припинення руху Харківською конкою. З невеликими перервами кінний трамвай у місті працював до початку 1919 року.
Остаточно конку закрито 23 березня 1919 року. Почалася електрифікація конки, яка була закінчена 23 жовтня 1923 року.

## Використовувана література
- Івченко О. Ф. «Історія Харківського кінного трамвая» — Харків, 2007.